# Норвегія на зимових Олімпійських іграх 1992
Норвегія на зимових Олімпійських іграх 1992 року, які проходили у французькому місті Альбервіль, була представлена 80 спортсменами (61 чоловіком та 19 жінками) в 11 видах спорту. Прапороносцем на церемоніях відкриття та закриття Олімпійських ігор був батлоніст Ейрік Квалфосс.
Норвезькі спортсмени вибороли 20 медалей, з них 9 золотих, 6 срібних та 5 бронзових. Олімпійська збірна Норвегії зайняла третє загальнокомандне місце.

## Медалісти
| Медаль | Призери                                                             | Вид спорту          | Дисципліна                            |
| ------ | ------------------------------------------------------------------- | ------------------- | ------------------------------------- |
| Золото | Четиль Андре Омодт                                                  | Гірськолижний спорт | супергігант (чоловіки)                |
| Золото | Фінн Християн Ягге                                                  | Гірськолижний спорт | слалом (чоловіки)                     |
| Золото | Вегард Ульванг                                                      | Лижні гонки         | 10 км (чоловіки)                      |
| Золото | Б'єрн Делі                                                          | Лижні гонки         | 15 км гонка переслідування (чоловіки) |
| Золото | Вегард Ульванг                                                      | Лижні гонки         | 30 км (чоловіки)                      |
| Золото | Б'єрн Делі                                                          | Лижні гонки         | 50 км (чоловіки)                      |
| Золото | Тер'є Ланглі Вегард Ульванг Крістен Ск'єлдаль Б'єрн Делі            | Лижні гонки         | 4 × 10 км естафета (чоловіки)         |
| Золото | Йоганн Олав Косс                                                    | Ковзанярський спорт | 1500 м (чоловіки)                     |
| Золото | Гейр Карлстад                                                       | Ковзанярський спорт | 5000 м (чоловіки)                     |
| Срібло | Вегард Ульванг                                                      | Лижні гонки         | 15 км гонка переслідування (чоловіки) |
| Срібло | Б'єрн Делі                                                          | Лижні гонки         | 30 км (чоловіки)                      |
| Срібло | Труде Дюбендаль Інгер Гелене Нюбротен Солвейг Педерсен Елін Нільсен | Лижні гонки         | 4 × 5 км естафета (жінки)             |
| Срібло | Кнут Торе Апеланд Трунд Ейнар Елден Фред Берре Лундберг             | Лижне двоборство    | командне змагання                     |
| Срібло | Одне Сендрол                                                        | Ковзанярський спорт | 1500 м (чоловіки)                     |
| Срібло | Йоганн Олав Косс                                                    | Ковзанярський спорт | 10000 м (чоловіки)                    |
| Бронза | Ян Ейнар Торсен                                                     | Гірськолижний спорт | супергігант (чоловіки)                |
| Бронза | Четиль Андре Омодт                                                  | Гірськолижний спорт | гігантський слалом (чоловіки)         |
| Бронза | Тер'є Ланглі                                                        | Лижні гонки         | 30 км (чоловіки)                      |
| Бронза | Стіне Лізе Гаттестад                                                | Фристайл            | могул (жінки)                         |
| Бронза | Гейр Карлстад                                                       | Ковзанярський спорт | 10000 м (чоловіки)                    |

## Біатлон
Чоловіки
| Дисципліна   | Спортсмен        | Промахи | Час     | Місце |
| ------------ | ---------------- | ------- | ------- | ----- |
| 10 км спринт | Гейр Ейнанг      | 2       | 29:45.0 | 66    |
| 10 км спринт | Ейрік Квалфосс   | 2       | 28:38.2 | 47    |
| 10 км спринт | Йн Оге Тюлдум    | 0       | 28:01.4 | 34    |
| 10 км спринт | Сюлфест Глімсдал | 4       | 27:38.9 | 24    |

| Дисципліна | Спортсмен      | Час     | Промахи | Заліковий час | Місце |
| ---------- | -------------- | ------- | ------- | ------------- | ----- |
| 20 км      | Гейр Ейнанг    | 59:04.8 | 3       | 1'02:04.8     | 36    |
| 20 км      | Ейрік Квалфосс | 58:52.4 | 2       | 1'00:52.4     | 27    |
| 20 км      | Гісле Фенне    | 57:32.9 | 1       | 58:32.9       | 9     |
| 20 км      | Фруде Леберг   | 57:32.4 | 1       | 58:32.4       | 8     |

4 × 7.5 км естафета (чоловіки)
| Спортсмени                                          | Дистанція | Дистанція | Дистанція |
| Спортсмени                                          | Промахи   | Час       | Місце     |
| --------------------------------------------------- | --------- | --------- | --------- |
| Гейр Ейнанг Фруде Леберг Гісле Фенне Ейрік Квалфосс | 1         | 1'26:32.4 | 5         |

Жінки
| Дисципліна    | Спортсмен                | Промахи | Час     | Місце |
| ------------- | ------------------------ | ------- | ------- | ----- |
| 7.5 км спринт | Анне Ельвебакк           | 3       | 27:34.2 | 32    |
| 7.5 км спринт | Грете Інгеборг Нюккельмо | 5       | 27:24.2 | 31    |
| 7.5 км спринт | Сігне Тростен            | 2       | 26:43.3 | 19    |
| 7.5 км спринт | Елін Крістіансен         | 1       | 26:23.3 | 15    |

| Дисципліна | Спортсмен                | Час     | Промахи | Заліковий час | Місце |
| ---------- | ------------------------ | ------- | ------- | ------------- | ----- |
| 15 км      | Осе Ідланд               | 53:05.0 | 4       | 57:05.0       | 27    |
| 15 км      | Грете Інгеборг Нюккельмо | 50:59.4 | 5       | 55:59.4       | 18    |
| 15 км      | Сігне Тростен            | 51:24.5 | 2       | 53:24.5       | 10    |
| 15 км      | Елін Крістіансен         | 51:19.6 | 2       | 53:19.6       | 9     |

3 × 7.5 км естафета (жінки)
| Спортсмени                                       | Дистанція | Дистанція | Дистанція |
| Спортсмени                                       | Промахи   | Час       | Місце     |
| ------------------------------------------------ | --------- | --------- | --------- |
| Сігне Тростен Гільдегунн Фоссен Елін Крістіансен | 1         | 1'21:20.0 | 7         |

## Бобслей
| Екіпаж | Спортсмени                | Дисципліна | Спуск 1 | Спуск 1 | Спуск 2 | Спуск 2 | Спуск 3 | Спуск 3 | Спуск 4 | Спуск 4 | Разом   | Разом |
| Екіпаж | Спортсмени                | Дисципліна | Час     | Місце   | Час     | Місце   | Час     | Місце   | Час     | Місце   | Час     | Місце |
| ------ | ------------------------- | ---------- | ------- | ------- | ------- | ------- | ------- | ------- | ------- | ------- | ------- | ----- |
| NOR-1  | Ерік Гогстад Атле Норстад | двійки     | 1:01.64 | 25      | 1:02.24 | 27      | 1:02.24 | 26      | 1:02.36 | 25      | 4:08.48 | 27    |

## Гірськолижний спорт
Чоловіки
| Спортсмен            | Дисципліна         | Дистанція 1 | Дистанція 2 | Разом   | Разом |
| Спортсмен            | Дисципліна         | Час         | Час         | Час     | Місце |
| -------------------- | ------------------ | ----------- | ----------- | ------- | ----- |
| Том Стіансен         | швидкісний спуск   |             |             | 1:55.62 | 32    |
| Четиль Андре Омодт   | швидкісний спуск   |             |             | 1:54.24 | 26    |
| Лассе Арнесен        | швидкісний спуск   |             |             | 1:51.63 | 8     |
| Ян Ейнар Торсен      | швидкісний спуск   |             |             | 1:50.79 | 5     |
| Том Стіансен         | супергігант        |             |             | 1:14.51 | 8     |
| Оле Крістіан Фурусет | супергігант        |             |             | 1:13.87 | 4     |
| Ян Ейнар Торсен      | супергігант        |             |             | 1:13.83 | 3     |
| Четиль Андре Омодт   | супергігант        |             |             | 1:13.04 | 1     |
| Дідрік Марксен       | гігантський слалом | DNF         | –           | DNF     | –     |
| Лассе К'юс           | гігантський слалом | DNF         | –           | DNF     | –     |
| Оле Крістіан Фурусет | гігантський слалом | 1:05.63     | 1:02.53     | 2:08.16 | 5     |
| Четиль Андре Омодт   | гігантський слалом | 1:04.81     | 1:03.01     | 2:07.82 | 3     |
| Дідрік Марксен       | слалом             | DNF         | –           | DNF     | –     |
| Четиль Андре Омодт   | слалом             | 54.42       | DNF         | DNF     | –     |
| Оле Крістіан Фурусет | слалом             | 53.14       | DNF         | DNF     | –     |
| Фінн Християн Ягге   | слалом             | 51.43       | 52.96       | 1:44.39 | 1     |

Комбінація (чоловіки)
| Спортсмен            | Швидкісний спуск | Слалом | Слалом | Разом | Разом |
| Спортсмен            | Час              | Час 1  | Час 2  | Бали  | Місце |
| -------------------- | ---------------- | ------ | ------ | ----- | ----- |
| Том Стіансен         | DNF              | –      | –      | DNF   | –     |
| Оле Крістіан Фурусет | 1:48.94          | 50.59  | 50.45  | 40.47 | 7     |
| Лассе Арнесен        | 1:46.81          | 53.33  | 53.59  | 51.93 | 10    |
| Ян Ейнар Торсен      | 1:44.97          | 54.59  | 55.80  | 52.75 | 11    |

Жінки
| Спортсмен         | Дисципліна         | Дистанція 1 | Дистанція 2 | Разом   | Разом |
| Спортсмен         | Дисципліна         | Час         | Час         | Час     | Місце |
| ----------------- | ------------------ | ----------- | ----------- | ------- | ----- |
| Астрід Ледемель   | швидкісний спуск   |             |             | 1:54.76 | 15    |
| Астрід Ледемель   | супергігант        |             |             | DNF     | –     |
| Мерете Ф'єльдавлє | супергігант        |             |             | DNF     | –     |
| Анне Берге        | супергігант        |             |             | 1:25.65 | 21    |
| Астрід Ледемель   | гігантський слалом | DNF         | –           | DNF     | –     |
| Анне Берге        | гігантський слалом | 1:09.90     | 1:09.61     | 2:19.51 | 21    |
| Мерете Ф'єльдавлє | гігантський слалом | 1:08.66     | 1:08.57     | 2:17.23 | 15    |
| Мерете Ф'єльдавлє | слалом             | 51.65       | 47.02       | 1:38.67 | 22    |
| Анне Берге        | слалом             | 49.39       | 44.83       | 1:34.22 | 8     |

Комбінація (жінки)
| Спортсмен         | Швидкісний спуск | Слалом | Слалом | Разом  | Разом |
| Спортсмен         | Час              | Час 1  | Час 2  | Бали   | Місце |
| ----------------- | ---------------- | ------ | ------ | ------ | ----- |
| Анне Берге        | 1:28.67          | 34.93  | 34.36  | 35.28  | 5     |
| Мерете Ф'єльдавлє | 1:28.26          | 35.52  | DSQ    | DSQ    | –     |
| Астрід Ледемель   | 1:26.95          | 37.29  | 55.96  | 210.94 | 22    |

## Ковзанярський спорт
Чоловіки
| Дисципліна | Спортсмен        | Дистанція | Дистанція |
| Дисципліна | Спортсмен        | Час       | Місце     |
| ---------- | ---------------- | --------- | --------- |
| 1000 м     | Одне Сендрол     | 1:17.56   | 29        |
| 1500 м     | Стейнар Йогансен | 2:00.79   | 29        |
| 1500 м     | Гейр Карлстад    | 1:56.98   | 8         |
| 1500 м     | Одне Сендрол     | 1:54.85   | 2         |
| 1500 м     | Йоганн Олав Косс | 1:54.81   | 1         |
| 5000 м     | Атле Ворвік      | 7:28.28   | 28        |
| 5000 м     | Йоганн Олав Косс | 7:11.32   | 7         |
| 5000 м     | Гейр Карлстад    | 6:59.97   | 1         |
| 10000 м    | Стейнар Йогансен | 14:36.09  | 8         |
| 10000 м    | Гейр Карлстад    | 14:18.13  | 3         |
| 10000 м    | Йоганн Олав Косс | 14:14.58  | 2         |

Жінки
| Дисципліна | Спортсмен             | Дистанція | Дистанція |
| Дисципліна | Спортсмен             | Час       | Місце     |
| ---------- | --------------------- | --------- | --------- |
| 500 м      | Едель Терезе Гейсет   | 41.89     | 20        |
| 1000 м     | Ельзе Рагні Юттредаль | 1:24.54   | 21        |
| 1000 м     | Едель Терезе Гейсет   | 1:23.85   | 13        |
| 1500 м     | Едель Терезе Гейсет   | 2:14.93   | 30        |
| 1500 м     | Ельзе Рагні Юттредаль | 2:09.38   | 12        |
| 3000 м     | Анетте Тонсберг       | 4:38.66   | 20        |
| 3000 м     | Ельзе Рагні Юттредаль | 4:36.98   | 16        |
| 5000 м     | Ельзе Рагні Юттредаль | 8:09.69   | 22        |
| 5000 м     | Анетте Тонсберг       | 8:09.68   | 21        |

## Лижне двоборство
Індивідуальні змагання
Дисципліни:
- нормальний трамплін
- лижні гонки, 15 км

| Спортсмен           | Дисципліна    | Стрибки з трампліна | Стрибки з трампліна | Лижні гонки            | Лижні гонки | Разом | Разом |
| Спортсмен           | Дисципліна    | Бали                | Місце               | Відставання від лідера | Час         | Місце |       |
| ------------------- | ------------- | ------------------- | ------------------- | ---------------------- | ----------- | ----- | ----- |
| Борд Йорген Ельден  | Індивідуальні | 167.7               | 45                  | +6:45.4                | 49:17.5     | 21    |       |
| Трунд Ейнар Елден   | Індивідуальні | 181.9               | 39                  | +5:10.7                | 47:11.9     | 9     |       |
| Кнут Торе Апеланд   | Індивідуальні | 190.7               | 35                  | +4:12.0                | 47:23.9     | 10    |       |
| Фред Берре Лундберг | Індивідуальні | 211.9               | 9                   | +1:50.7                | 45:54.8     | 4     |       |

Командні змагання
Дисципліни:
- нормальний трамплін
- лижні гонки, 10 км

| Спортсмени                                              | Стрибки з трампліна | Стрибки з трампліна | Лижні гонки            | Лижні гонки | Разом |
| Спортсмени                                              | Бали                | Місце               | Відставання від лідера | Час         | Місце |
| ------------------------------------------------------- | ------------------- | ------------------- | ---------------------- | ----------- | ----- |
| Кнут Торе Апеланд Фред Берре Лундберг Трунд Ейнар Елден | 569.9               | 6                   | +6:16.0                | 1'25:02.9   | 2     |

## Лижні гонки
Чоловіки
| Дисципліна                   | Спортсмен         | Дистанція | Дистанція |
| Дисципліна                   | Спортсмен         | Час       | Місце     |
| ---------------------------- | ----------------- | --------- | --------- |
| 10 км C                      | Крістен Ск'єлдаль | 31:02.0   | 38        |
| 10 км C                      | Тер'є Ланглі      | 29:51.0   | 20        |
| 10 км C                      | Б'єрн Делі        | 28:01.6   | 4         |
| 10 км C                      | Вегард Ульванг    | 27:36.0   | 1         |
| 15 км гонка переслідування F | Вегард Ульванг    | 38:55.3   | 2         |
| 15 км гонка переслідування F | Б'єрн Делі        | 38:01.9   | 1         |
| 30 км C                      | Erling Jevne      | 1'24:07.7 | 5         |
| 30 км C                      | Тер'є Ланглі      | 1'23:42.5 | 3         |
| 30 км C                      | Б'єрн Делі        | 1'23:14.0 | 2         |
| 30 км C                      | Вегард Ульванг    | 1'22:27.8 | 1         |
| 50 км F                      | Крістен Ск'єлдаль | 2'11:44.5 | 20        |
| 50 км F                      | Тер'є Ланглі      | 2'11:32.0 | 18        |
| 50 км F                      | Вегард Ульванг    | 2'08:21.5 | 9         |
| 50 км F                      | Б'єрн Делі        | 2'03:41.5 | 1         |

Чоловіки, 4 × 10 км естафета
| Спортсмени                                               | Дистанція | Дистанція |
| Спортсмени                                               | Час       | Місце     |
| -------------------------------------------------------- | --------- | --------- |
| Тер'є Ланглі Вегард Ульванг Крістен Ск'єлдаль Б'єрн Делі | 1'39:26.0 | 1         |

Жінки
| Дисципліна                   | Спортсмен             | Дистанція | Дистанція |
| Дисципліна                   | Спортсмен             | Час       | Місце     |
| ---------------------------- | --------------------- | --------- | --------- |
| 5 км C                       | Труде Дюбендаль       | 15:10.8   | 21        |
| 5 км C                       | Елін Нільсен          | 14:50.8   | 10        |
| 5 км C                       | Солвейг Педерсен      | 14:42.1   | 8         |
| 5 км C                       | Інгер Гелене Нюбротен | 14:33.3   | 5         |
| 10 км гонка переслідування F | Солвейг Педерсен      | 28:26.6   | 15        |
| 10 км гонка переслідування F | Інгер Гелене Нюбротен | 27:21.1   | 7         |
| 10 км гонка переслідування F | Елін Нільсен          | 26:36.9   | 5         |
| 15 км C                      | Inger Lise Hegge      | 46:03.9   | 21        |
| 15 км C                      | Солвейг Педерсен      | 45:51.3   | 20        |
| 15 км C                      | Труде Дюбендаль       | 44:31.5   | 8         |
| 15 км C                      | Інгер Гелене Нюбротен | 44:18.6   | 7         |
| 30 км F                      | Інгер Лізе Гегге      | 1'29:31.6 | 14        |
| 30 км F                      | Інгер Гелене Нюбротен | 1'28:21.8 | 13        |
| 30 км F                      | Труде Дюбендаль       | 1'27:29.8 | 9         |
| 30 км F                      | Елін Нільсен          | 1'26:25.1 | 4         |

Жінки, 4 × 5 км естафета
| Спортсмени                                                          | Дистанція | Дистанція |
| Спортсмени                                                          | Час       | Місце     |
| ------------------------------------------------------------------- | --------- | --------- |
| Солвейг Педерсен Інгер Гелене Нюбротен Труде Дюбендаль Елін Нільсен | 59:56.4   | 2         |

## Санний спорт
двійка (чоловіки)
| Спортсмени                       | Спуск 1 | Спуск 1 | Спуск 2 | Спуск 2 | Разом    | Разом |
| Спортсмени                       | Час     | Місце   | Час     | Місце   | Час      | Місце |
| -------------------------------- | ------- | ------- | ------- | ------- | -------- | ----- |
| Гаральд Рольфсен Снорре Педерсен | 47.610  | 18      | 47.368  | 16      | 1:34.978 | 16    |

## Стрибки з трампліна
| Спортсмен      | Дисципліна          | Стрибок 1 | Стрибок 1 | Стрибок 2 | Стрибок 2 | Разом | Разом |
| Спортсмен      | Дисципліна          | Відстань  | Бали      | Відстань  | Бали      | Бали  | Місце |
| -------------- | ------------------- | --------- | --------- | --------- | --------- | ----- | ----- |
| Еспен Бредесен | нормальний трамплін | 73.5      | 73.1      | 65.0      | 54.0      | 127.1 | 58    |
| Магне Йогансен | нормальний трамплін | 77.0      | 86.7      | 78.5      | 87.6      | 174.3 | 49    |
| Еювінд Берг    | нормальний трамплін | 78.5      | 90.1      | 81.5      | 95.9      | 186.0 | 35    |
| Лассе Оттесен  | нормальний трамплін | 86.5      | 107.4     | 72.5      | 72.0      | 179.4 | 45    |
| Еспен Бредесен | Large hill          | 83.5      | 45.4      | 75.5      | 28.7      | 74.1  | 57    |
| Лассе Оттесен  | Large hill          | 92.0      | 60.3      | 92.5      | 66.5      | 126.8 | 45    |
| Еювінд Берг    | Large hill          | 96.5      | 73.6      | 92.5      | 67.0      | 140.6 | 34    |
| Магне Йогансен | Large hill          | 100.0     | 79.5      | 104.5     | 86.8      | 166.3 | 18    |

великий трамплін, команди
| Спортсмени                                               | Результати | Результати |
| Спортсмени                                               | Бали       | Місце      |
| -------------------------------------------------------- | ---------- | ---------- |
| Еспен Бредесен Магне Йогансен Руне Олійник Лассе Оттесен | 538.0      | 7          |

## Фігурне катання
Чоловіки
| Спортсмен        | SP  | FS | TFP | Місце |
| ---------------- | --- | -- | --- | ----- |
| Ян Ерік Дігермес | DNF | –  | DNF | –     |

## Фристайл
Жінки
| Спортсмен            | Дисципліна | Кваліфікація | Кваліфікація | Кваліфікація | Фінал      | Фінал      | Фінал      |
| Спортсмен            | Дисципліна | Час          | Бали         | Місце        | Час        | Бали       | Місце      |
| -------------------- | ---------- | ------------ | ------------ | ------------ | ---------- | ---------- | ---------- |
| Карі Тро             | могул      | 45.25        | 17.30        | 14           | не пройшла | не пройшла | не пройшла |
| Стіне Лізе Гаттестад | могул      | 39.62        | 23.11        | 3 Q          | 40.26      | 23.04      | 3          |

## Хокей
Склад команди
- Стеве Альман
- Джим Мартінес
- Роб Схістад
- Петтер Салстен
- Кім Сегорд
- Гейр Гофф
- Томмі Якобсен
- Йон-Магне Карлстад
- Ян-Руар Фагерлі
- Морган Андерсен
- Руне Гулліксен
- Мартін Фріїс
- Петтер Торесен
- Маріус Рат
- Том Йогансен
- Ер'ян Левдаль
- Еюстейн Ольсен
- Арне Більквам
- Ерік Крістіансен
- Ярле Фріїс
- Карл Гуннар Гундерсен
- Оле Ескільд Далстрем
- Ейрік Паулсен

- Головний тренер: Бенгт Олсон

Група B
|  | Команди, що пройшли у фінал         |
|  | Команди, що пройшли в утішний раунд |

| Команди           | GP | W | L | T | GF | GA | DIF | PTS |
| ----------------- | -- | - | - | - | -- | -- | --- | --- |
| Канада            | 5  | 4 | 1 | 0 | 28 | 9  | 19  | 8   |
| Об'єднана команда | 5  | 4 | 1 | 0 | 32 | 10 | 22  | 8   |
| Чехословаччина    | 5  | 4 | 1 | 0 | 25 | 15 | 10  | 8   |
| Франція           | 5  | 2 | 3 | 0 | 14 | 22 | -8  | 4   |
| Швейцарія         | 5  | 1 | 4 | 0 | 13 | 25 | -12 | 2   |
| Норвегія          | 5  | 0 | 5 | 0 | 7  | 38 | -31 | 0   |

| Чехословаччина    | 10:1 | Норвегія |
| Об'єднана команда | 8:1  | Норвегія |
| Канада            | 10:0 | Норвегія |
| Швейцарія         | 6:3  | Норвегія |
| Франція           | 4:2  | Норвегія |

Утішний раунд
| Норвегія | 5:3 | Італія |

Поєдинок за 9 місце
| Норвегія 9th | 5:2 | Швейцарія |

## Шорт-трек
Чоловіки
| Спортсмен         | Дисципліна | Перший раунд | Перший раунд | Чвертьфінал | Чвертьфінал | Півфінал   | Півфінал   | Фінал      | Фінал          |
| Спортсмен         | Дисципліна | Час          | Місце        | Час         | Місце       | Час        | Місце      | Час        | Фінальне місце |
| ----------------- | ---------- | ------------ | ------------ | ----------- | ----------- | ---------- | ---------- | ---------- | -------------- |
| Гісле Ельвебаккен | 1000 м     | 1:41.50      | 3            | не пройшов  | не пройшов  | не пройшов | не пройшов | не пройшов | не пройшов     |